# Anterhynchium pacificum
Anterhynchium pacificum är en stekelart som först beskrevs av Kirsch 1878.  Anterhynchium pacificum ingår i släktet Anterhynchium och familjen Eumenidae. Inga underarter finns listade i Catalogue of Life.